# Waterkrachtcentrale Vestbirk
De waterkrachtcentrale Vestbirk is een waterkrachtcentrale bij Vestbirk in de gemeente Horsens in Denemarken.
Deze waterkrachtcentrale is in 1924 in gebruik genomen, en gebruikt water uit de Gudenåen. Oorspronkelijke eigenaar was HOFV (Horsens Omegns Forenede Vandkraftanlæg).
Nu is deze centrale een werkend museum, die ongeveer 2 GWh per jaar produceert.